# Minunthozetes humectus
Minunthozetes humectus är en kvalsterart som först beskrevs av Hull 1915.  Minunthozetes humectus ingår i släktet Minunthozetes och familjen Punctoribatidae. Inga underarter finns listade i Catalogue of Life.